# Cisliano
Cisliano – miejscowość i gmina we Włoszech, w regionie Lombardia, w prowincji Mediolan.
Według danych na rok 2004 gminę zamieszkiwały 3302 osoby, 235,9 os./km².